# Rumore (rivista)
Rumore è una rivista di musica rock e musica alternativa in genere, fondata nel 1992 da Claudio Sorge.

## Storia
Rumore nasce nel marzo 1992 per iniziativa di Claudio Sorge, già condirettore di Rockerilla, che la fonda assieme ad alcuni ex redattori e collaboratori dello stesso mensile con l'obiettivo di contendere a Rockerilla il primato nel settore editoriale dedicato al rock e alla musica alternativa. Gli argomenti trattati dalle due riviste sono in massima parte gli stessi, ma Rumore vanta un taglio più moderno e una maggiore attenzione alle contaminazioni della musica con altre forme di espressione artistica e culturale e ai suoi rapporti con la società contemporanea.
Sorge ha diretto Rumore fino al numero di luglio-agosto 2013. Dal numero di settembre 2013 la direzione editoriale è passata a Rossano Lo Mele, mentre Marco De Crescenzo ne è oggi il direttore responsabile.
La rivista ha ospitato e continua ad ospitare autorevoli firme del giornalismo musicale italiano: Alberto Campo, che ne è stato caporedattore fino al luglio/agosto 2013, Lele Sacchi, Rossano Lo Mele, Vittore Baroni, Maurizio Blatto, Paolo Ferrari, Luca Frazzi, Federico Guglielmi, Andrea Pomini, Arturo Compagnoni, Franco "Lys" Dimauro, Claudio Galuzzi, Mario Ruggeri, Emanuele Sacchi, Marco Mathieu, Giona A. Nazzaro, Gianluca Runza, Giorgio Valletta, Nicholas David Altea, Letizia Bognanni, Carlo Bordone, Gabriele Barone, Cesare Lorenzi, Diego Ballani, Manuel Graziani, Andrea Valentini, Alessandro Massara, Sergio Messina, Alessandro Besselva Averame, Eddy Cilìa, Barbara Santi, Stiv Valli, Marco De Dominicis, Luca Collepiccolo, Fabio De Luca, Luca Valtorta, Guido Chiesa.
Rumore tratta soprattutto di musica alternativa, con recensioni di dischi, approfondimenti e interviste ai protagonisti della scena musicale indipendente internazionale e italiana. In misura minore si occupa anche di letteratura, cinema e fumetti.